# لون نول
لون نول (بالخميرية:លន់ នល់) من مواليد 13 نوفمبر 1913م، وتوفي بتاريخ 17 نوفمبر عام 1985م، عمل لون نول رئيساً للوزراء من بداية تعيينه بتاريخ 14 أغسطس 1969م إلى 11 مارس عام 1971م، كما أصبح أول رئيس لجمهورية الخيمر من تاريخ 10 مارس 1971م حتى سقوط الجمهورية بتاريخ 1 أبريل 1975م، وبعدها هاجر لون نول إلى الولايات المتحدة الأمريكية وتوفي فيها.

## وصلات خارجية
- لون نول على موقع IMDb (الإنجليزية)
- لون نول على موقع الموسوعة البريطانية (الإنجليزية)
- لون نول على موقع مونزينجر (الألمانية)
- General Lon Nol نسخة محفوظة 23 سبتمبر 2009 على موقع واي باك مشين.
- The removal of Sihanouk
- Pol Pot نسخة محفوظة 2 ديسمبر 2008 على موقع واي باك مشين.
- Sebastian Strangio, "Revisiting Lon Nol’s Cambodia: A look back at Lon Nol’s ill-fated gamble on democracy in Cambodia," The Phnom Penh Post, March 18 2010.